# Lazy Line Painter Jane
Lazy Line Painter Jane è il secondo EP del gruppo musicale scozzese Belle and Sebastian, pubblicato nel 1997.

## Tracce
1. Lazy Line Painter Jane – 5:50
2. You Made Me Forget My Dreams – 3:52
3. Photo Jenny – 3:15
4. A Century of Elvis – 4:29